# T65 돌격소총
T65 돌격소총(중국어 간체자: T65突击步枪, 정체자: T65突擊步槍, 병음: T65 Tūjī Bùqiāng)은 1976년(민국 65년) 중화민국 국군(中華民國 國軍)에서 개발된 돌격소총이다. 1968년 당시 중화민국 국방부 부장이었던 장징궈(蔣經國)가 개발을 지시하였다. 미국의 AR-18 소총을 모델로 하여 M16 소총과 독일의 HK33 소총의 설계를 참고하였으며, 이로 인해 M16 소총과 외양이 아주 유사하다.
M16 소총과의 차이점으로는 가스 직동식 대신 AR-18과 유사한 쇼트 스트로크 가스피스톤 방식 사용, 낮아진 가늠쇠 및 가늠자, 변형된 멜빵, 모양이 변형된 개머리판, 재설계된 총열 덮개(hand guard), 운반 손잡이가 없어진 것 등이 있다.
중화민국 육군과 헌병, 중화민국 해군육전대(해병대에 해당.), 행정원 해안순방서(Coast Guard Administration)의 해순특근대(海巡特勤隊)에서 이미 T91 전투소총으로 서서히 대체되고 있지만, 본 소총의 개량형인 T65K2 소총은 예비역과 신병 훈련소를 비롯한 2선급 부대, 중화민국 공군과 행정원 해안순방서 등에서 계속 사용되고 있다.

## 개량 및 파생형

### T65 돌격소총

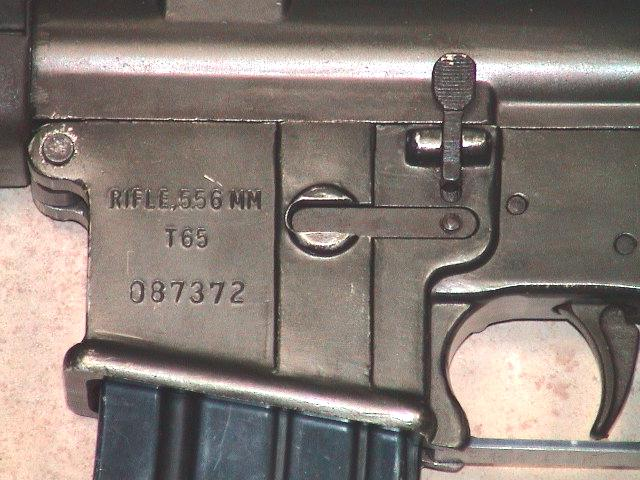
T65 돌격소총

T65는 1968년(민국 57년) 12월에 개발이 시작된 후, 1976년(민국 65년) 6월에 정식으로 확정되어 양산 단계에 진입하였다. 최초의 양산 수량은 1천 정으로, 1987년부터 T65K2로 점차 대체되기까지 매년 생산과 더불어 장비되었다. T65 소총의 전장은 990mm, 총열 길이 508mm, 중량 3.07kg이며, 총구 속도 990m/s, 이론 사속 분당 700~800발이다. 반자동, 전자동 사격을 지원하며, 20발 혹은 30발 들이 STANAG 탄창을 사용한다. 유효사거리는 400m이며 M193 혹은 SS109 탄환을 사용한다. 핸드가드 내부에는 단열 목적으로 은 도금이 되어있었지만 뚜렷한 효과는 없었다. T65 소총은 중화민국군에 채용된 이후 적지 않은 문제가 발생했는데, 그 예로 탄환이 자주 걸리거나, 핸드가드에 손을 데기 쉬웠고, 부속품이 쉽게 변형되고 파손되었으며, 탄환의 위력도 부족하였다.

### T65K1 돌격소총
T65K1은 T65의 개량형으로, 주로 개량된 부분은 핸드가드의 설계와 재질이다. 알루미늄 재질의 단열재를 핸드가드 내부에 추가하여 소총의 전체 무게가 0.03kg(30g) 증가하였다. T65K1의 생산량은 매우 적은 편으로 약 24만 정만이 생산되었지만 일부는 아이티와 파나마를 비롯한 해외 국가들에 수출되어 사용되기도 하였다. 중화민국에서는 현재 퇴역하여 3군 의장대와 사관학교를 제외하면 보기 힘들다.

### T65K2 돌격소총
T65K2 돌격소총은 가오슝(高雄)의 연합후근사령부(중국어 정체자: 聯合後勤司令部, 이하 연근)의 제205 조병창에서 1987년에 개발한 것으로, T65와 T65K1의 결점을 노린 동시에 미국의 M16A2를 비롯한 각국 선진 소총들의 우수한 점들을 참고하였다. 1987년 4월부터 정식으로 생산되기 시작했으며, 전자동, 반자동 사격 이외에 3점사가 새로 추가되었다. 사용하는 탄환은 TC71, TC74와 SS109이다.
중요한 개량점은 다음과 같다.
- M16 소총과 유사한 운반 손잡이가 생겨서 사병들의 휴대가 편리해졌고, 연근이 생산한 TS75 보조 조준장치를 장착하여 주간 및 야간 사격의 정확도를 높일 수 있다.
- 조절식 가늠자가 도입되었다 (M16A2와 같이 좌우 조절이 가능하다).
- 개량된 소염기로 화염과 제어가 동시에 개선되어, 반동이 약 30% 감소하였다.
- 핸드가드 내부에 알루미늄제 방열판을 추가하여 사수가 120발을 지속 사격할 수 있고, 그 후의 총기 온도도 섭씨 50도 이내를 유지하게 되었다.
- 사격 모드는 전자동과 3점사, 반자동으로
- T85 유탄발사기를 장착할 수 있다.

### T65K2 카빈
T65K2의 총신을 짧게 줄이고 신축식 개머리판을 채용한 특수 모델로, 미국의 M733 카빈CAR-15과 유사하게 설계되었다. 소량만이 특수작전부대에서 사용된다.

### T86 전투소총
1990년에 개발이 시작되었으며, 미국의 M4 카빈 소총과 외양이 유사하다. 이름과는 달리 5.56 × 45 mm NATO 탄환을 사용하고, 카빈형 돌격소총으로 분류된다(T91 전투소총도 마찬가지이다).

## 사용국가
- 중화민국
- 니카라과
- 레바논
- 아이티
- 요르단
- 파나마
- 파라과이

## 사진들

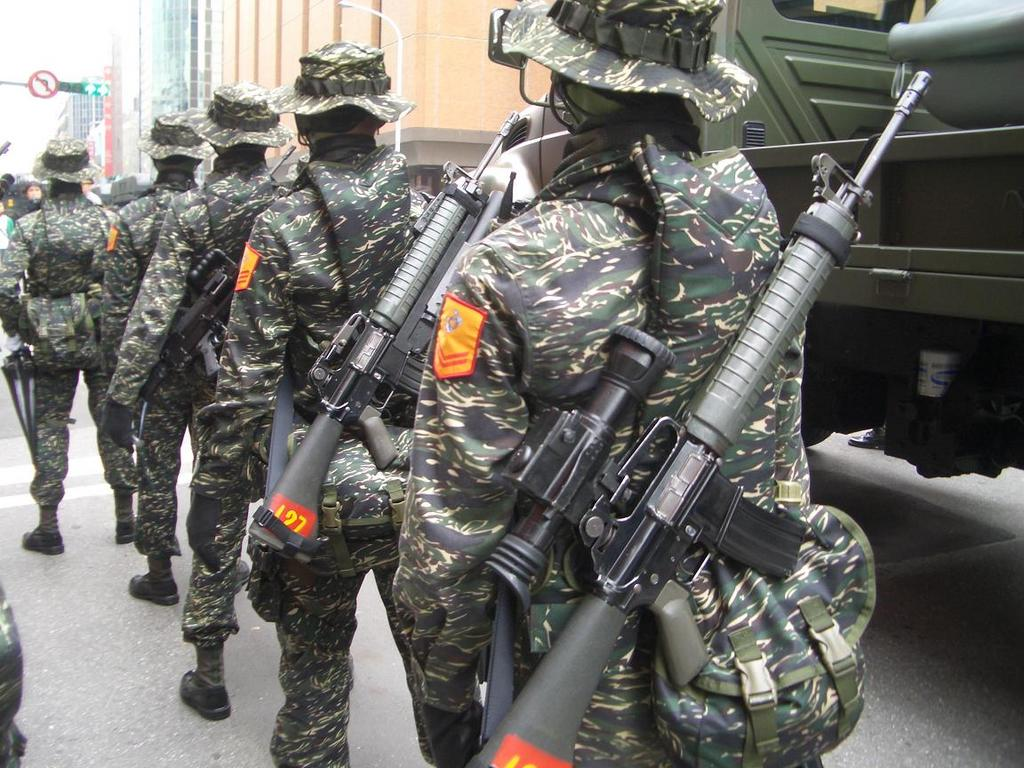
스코프 장착 T65K2.